# Daniel Kritenbrink
Daniel Kritenbrink là một nhà ngoại giao Mỹ và là Trợ lý Ngoại trưởng phụ trách Đông Á - Thái Bình Dương. Là một thành viên sự nghiệp của Bộ Ngoại giao, ông được Tổng thống Hoa Kỳ Donald Trump chỉ định trở thành Đại sứ Hoa Kỳ tiếp theo tại Việt Nam. Ông đã được Thượng viện Hoa Kỳ chấp thuận vào ngày 26 tháng 10 năm 2017. Kritenbrink từng là cố vấn cao cấp về chính sách Bắc Triều Tiên tại Bộ Ngoại giao Hoa Kỳ.
Kritenbrink có bằng cử nhân từ Đại học Nebraska tại Kearney và bằng thạc sĩ từ Đại học Virginia. Ông là một nhà ngoại giao Mỹ kể từ năm 1994. Ông từng làm Phó trưởng phái bộ tại Bắc Kinh và giữ các vị trí lãnh đạo cao cấp tại Bộ Ngoại giao và làm giám đốc cao cấp của Hội đồng An ninh Quốc gia Hoa Kỳ. Ông nói được tiếng Trung và tiếng Nhật. 

## Đại sứ Hoa Kỳ tại Việt Nam
Năm 2020, ông đã ghé thăm và dâng hương tại Nghĩa trang Liệt sĩ Quốc gia Trường Sơn thuộc tỉnh Quảng Trị, Nghĩa trang Liệt sĩ tại Thành phố Hồ Chí Minh, nghĩa trang quân đội chế độ cũ tại Dĩ An, Bình Dương; thăm di tích cầu Hiền Lương bắc qua sông Bến Hải chia đôi hai miền Nam - Bắc Việt Nam trong chiến tranh.